# Sprintcar

Sprintcar uit 1953

Een sprintcar is een voertuig dat bestaat uit een metalen frame dat is voorzien van motorfietsmotor. De maximale afmetingen zijn: hoogte 1,5 meter, breedte 1,6 meter en lengte 2,6 meter. De maximale cilinderinhoud is 650 cc. Het gewicht bedraagt circa 300 kilo. Ondanks de geringe omvang is een sprintcar in staat snelheden te halen tot 160 kilometer per uur. Sprintcars zijn zeer wendbaar en snel, waarmee de rijders op diverse ondergrond uit de voeten kunnen. Op asfalt maar ook op zand en klei. Ook op indoorcircuits zijn ze graag gezien voor spectaculaire demonstraties en leuke shows.